# Wiek, Mecklenburg-Vorpommern
Wiek är en kommun och ort i Landkreis Vorpommern-Rügen i förbundslandet Mecklenburg-Vorpommern i Tyskland.
Kommunen ingår i kommunalförbundet Amt Nord-Rügen tillsammans med kommunerna Altenkirchen, Breege, Dranske, Glowe, Lohme, Putgarten, och Sagard.